# Église du Sacré-Cœur (Dijon)
De Église du Sacré-Cœur is een neo-Byzantijnse kerk in de Franse stad Dijon. De bouw van de kerk begon in 1933 en eindigde in 1938. Het gebouw werd ontworpen door de Parijse architect Julien Barbier.